# Robert Sadourny
Robert Sadourny est un climatologue français né en 1939.

## Biographie
Robert Sadourny entre à l'École normale supérieure en 1959. En 1972, il obtient son doctorat ès sciences à l'École polytechnique (département de mécanique). Sa thèse a pour sujet: Approximations en différences finies des équations de Navier-Stokes appliquées à un écoulement géophysique. Il se spécialise en mécanique des fluides (turbulence bi-dimensionnelle) et dans le fonctionnement de l’atmosphère (simulation numérique des écoulements planétaires). Directeur de recherche au CNRS, il dirige le Laboratoire de Météorologie Dynamique (LMD) à l'École normale supérieure et à l'École polytechnique de 1985 à 1995. Il devient un des pionniers de la modélisation numérique en météorologie. C'est dans ce laboratoire qu'il crée en 1980, avec Katia Laval, le premier modèle de circulation générale atmosphérique.
De 1984 à 1998, il enseigne à l'École polytechnique où il crée la majeure Planète Terre. Il enseigne également à l'université Pierre-et-marie-Curie (Jussieu Paris VI) la dynamique de l’atmosphère.
En 1999, il participe au projet INDOEX (INDian Ocean EXperiment). Il s'agit d'un projet international regroupant des scientifiques américains, allemands, indiens, néerlandandais et français. Il s'organise autour d'une campagne internationale se déroulant de janvier à avril 1999 sur l'Océan Indien. INDOEX a pour objectif principal l'étude du transport et de l'évolution des aérosols issus du sous-continent indien, et de leurs interactions avec les nuages, le rayonnement et le climat.
Robert Sadourny est l'auteur d'une soixantaine de publications scientifiques et de plusieurs ouvrages de vulgarisation.

## Distinctions
- Médaille d'argent du CNRS[6]
- Chevalier de l'Ordre National du Mérite (1999)[8]
- Médaille Milutin Milanković en 2000[9]
- Membre de l'Academia Europaea[6]

## Œuvres
- Approximations en différences finies des équations de Navier-Stokes appliquées à un écoulement géophysique, Thèse de doctorat, CNRS, 1972.
- Quelques problèmes de dynamique des fluides géophysiques[10]. Séminaire Bourbaki, Vol 25 (1982-1983), Exp. No. 614, 13 p. p. 307-319.
- Inhibition de la turbulence bidimensionnelle par une rotation d'entraînement (avec Marie Farge), Comptes Rendus de l’Académie des Sciences, Paris, 302, serie II, 14, 847-850, 1986.
- Effet des ondes d'inertie-gravité sur une turbulence bidimensionnelle non forcée en rotation (avec Marie Farge), Comptes Rendus de l’Académie des Sciences, Paris, 303, serie II, 10, 881-886, 1986.
- La modélisation du climat, Revue scientifique et technique de la Défense, Paris (FR), 1: 1 – 22, 1991.
- Participe à Mauvais temps sur la planète, cassette S-VHS de la série E=M6, 1992.
- Le climat de la Terre, Paris, Flammarion, coll. « Dominos », 1994.
- L’influence du soleil sur le climat, Comptes Rendus de l’Académie des Sciences, Paris (FR) II, 319, 11: 1325 – 1342, 1994.
- Actes des journées du programme environnement, vie et sociétés, avec Jean-dominique Lebreton et B. Saugier, Paris, CNRS, 1996.
- Dynamique de l'atmosphère et de l'océan - majeure de la planète Terre, Palaiseau, École polytechnique, 1998.
- Dynamique de l'atmosphère et de l'océan - 2e année, majeure 2, avec Philippe Bougeault, Palaiseau, École polytechnique, 1999.
- Le climat: mécanismes et variabilité, conférence donnée au CNAM le 25 juillet 2000 dans le cadre de l'opération "366 conférences pour l'an 2000", cassette VHS de la série "Université de tous les savoirs", Vanves, service du film de recherche scientifique, France 5, 2001[11].
- Le climat est-il devenu fou ?, Paris, Éd. le pommier, 2002.
- Peut-on croire la météo ?, Paris, Éd. le pommier, 2003.
- D'où viennent les tempêtes ?, Paris, Éd. le pommier, 2005.